# 山东省公安厅
山东省公安厅是中华人民共和国山东省人民政府主管公安工作的组成部门。

## 历史沿革
1945年8月22日，山东省政府决定成立山东省公安总局。1949年3月30日，山东省人民政府决定改山东省公安总局为山东省人民政府公安厅。同年4月9日，公安厅办公地点迁驻济南市经二路185号。
1955年3月9日，山东省人民政府公安厅改称山东省公安厅。1966年文化大革命开始后，山东省公安厅组织机构陷入瘫痪。1967年1月，公安厅领导权被造反派夺权。1968年2月，成立山东省公安机关军事管制委员会。下设公安厅、检察院、法院3个军管组。1973年5月，公安机关撤销军管。1973年7月，恢复山东省公安厅建制。同年12月，山东省公安厅改称山东省公安局。1979年12月，恢复山东省公安厅名称。

## 机构设置
内设机构
- 办公室
- 人事处
- 组织教育处
- 基层工作处
- 宣传处
- 离退休干部处
- 机关党委
- 财务稽核处
- 警务保障部
- 国际合作处
- 研究室
- 警务辅助人员管理处
- 指挥中心
- 警务督察总队
- 经济犯罪侦查总队
- 治安警察总队
- 监所管理总队
- 出入境管理总队
- 法制总队
- 信息通信处
- 信访处
- 禁毒总队
- 食品药品与环境犯罪侦查总队

直属机构
- 刑事侦查总队（山东省公安厅刑事侦查局）
- 交通警察总队（山东省公安厅交通管理局）
- 车辆管理所
- 森林警察总队
- 看守所

事业单位
- 科技安全中心
- 物证鉴定研究中心
- 证件制作中心
- 综合训练基地
- 警犬训练基地

各市公安局
- 济南市公安局
- 青岛市公安局
- 淄博市公安局
- 枣庄市公安局
- 东营市公安局
- 烟台市公安局
- 潍坊市公安局
- 济宁市公安局
- 泰安市公安局
- 威海市公安局
- 日照市公安局
- 临沂市公安局
- 德州市公安局
- 聊城市公安局
- 滨州市公安局
- 菏泽市公安局

## 历任领导
| 姓名   | 任期                  | 备注  |
| ------ | --------------------- | ----- |
| 郭宏毅 | 1973年7月－1983年7月  |       |
| 韩邦聚 | 1983年9月－1986年5月  |       |
| 孟昭炬 | 1986年6月－1988年2月  |       |
| 李诚   | 1988年2月－1991年6月  |       |
| 孟庆丰 | 1991年6月－1996年12月 |       |
| 高新亭 | 1996年12月－2001年6月 |       |
| 曲植凡 | 2001年6月－2009年2月  |       |
| 吴鹏飞 | 2009年2月－2012年8月  |       |
| 徐珠宝 | 2012年8月－2016年6月  |       |
| 孙立成 | 2016年7月－2019年7月  | [ 2 ] |
| 范华平 | 2019年7月－2023年1月  | [ 3 ] |
| 李伟   | 2023年1月－2025年7月  | [ 4 ] |
| 夏凤俭 | 2025年7月－           |       |